# Mallén
Mallén település Spanyolországban,  Zaragoza tartományban. Mallén Novillas, Gallur, Magallón, Bisimbre, Fréscano, Borja, Ablitas és Cortes községekkel határos. Lakosainak száma 2951 fő (2024).

## Népesség
A település népessége az utóbbi években az alábbiak szerint változott:
| Lakosok száma | 3186 | 3333 | 3503 | 3731 | 3709 | 3292 | 3140 | 3035 | 2937 | 2951 |
|               | 2001 | 2004 | 2007 | 2009 | 2011 | 2015 | 2017 | 2019 | 2022 | 2024 |